# Branford (Connecticut)
|  | Dieser Artikel wurde aufgrund von inhaltlichen Mängeln auf der Qualitätssicherungsseite des Projektes USA eingetragen. Hilf mit, die Qualität dieses Artikels auf ein akzeptables Niveau zu bringen, und beteilige dich an der Diskussion! Eine nähere Beschreibung der zu behebenden Mängel fehlt. |

Branford ist eine Küstenstadt am Long Island Sound im New Haven County im US-Bundesstaat Connecticut. Das U.S. Census Bureau ermittelte bei der Volkszählung 2020 eine Einwohnerzahl von 28.273.

## Schulen
- Indian Neck School
- Mary T. Murphy School
- Mary R. Tisko School
- John B. Sliney School
- Francis Walsh Intermediate School
- Branford High School

## Sport
In Branford sitzt der Yale Corinthian Yacht Club.

## Berühmte Töchter und Söhne der Stadt
- James Gould (1770–1838), Jurist, Richter am Supreme Court of Connecticut
- Henry Bradley Plant (1819–1899), Eisenbahnmagnat
- Stu Clancy (1906–1965), American-Football-Spieler